# Річард Ніксон
Рі́чард Мілга́ус Ні́ксон (англ. Richard Milhous Nixon, МФА: [ˈrɪt͡ʃɚd ˈmɪlhaʊ̯s ˈnɪksən]; 9 січня 1913, Йорба-Лінда, Каліфорнія, США — 22 квітня 1994, Нью-Йорк, США) — американський політик, 37-й президент Сполучених Штатів Америки (1969–1974), від Республіканської партії. 36-й віцепрезидент США (1953 — 1961), сенатор США від штату Каліфорнія. За п'ять років його президентства відбулось зниження участі США у війні у В'єтнамі, розрядка з Радянським Союзом та покращення відносин із Китаєм, перші спроби посадки на місяць та закладення Агенції з захистом довкілля США. Під час другого терміну склав повноваження після "Вотергейтського скандалу", що робить його єдиним президентом США, який достроково подав у відставку.

## Життєпис
Річард Ніксон народився 9 січня 1913 в районі селища Йорба-Лінда, штаті Каліфорнії, у будинку, який збудував його батько, на сімейному лимонному ранчо. Його батьками були Френсіс А. Ніксон і Ханна (Мілхаус) Ніксон. Його мати була квакеркою, а батько перейшов з методизму на квакерську віру. Через свою матір Ніксон був нащадком раннього англійського поселенця Томаса Корнелла.
На виховання Ніксона вплинули квакерські обряди того часу, такі як утримання від алкоголю, танців і лайки. У нього було чотири брати: Гарольд (1909–1933), Дональд (1914–1987), Артур (1918–1925) та Едвард (1930–2019). Чотири з п'яти хлопчиків Френсіса Ніксона були названі на честь історичних британських королів; Річард, наприклад, був названий на честь Річарда Левове Серце.
Раннє життя Ніксона було відзначене труднощами, і пізніше він цитував Дуайта Ейзенхауера, описуючи своє дитинство: «Ми були бідними, але слава цього була в тому, що ми цього не знали».
У 1953–1961 роках був віцепрезидентом в адміністрації Дуайта Ейзенхауера, граючи помітну публічну роль і часто виступаючи від імені адміністрації. До того протягом 1947—1950 років був конгресменом, а у 1950—1952 роках — сенатором від Каліфорнії.
На виборах 1960 року перший раз балотувався від республіканців в президенти, проте програв Джону Кеннеді.
У 1968 і 1972 роках обирався на президентську посаду (єдиний американський політик, вибраний на два терміни віцепрезидентом, а згодом на два терміни президентом). Під час його правління американські астронавти висадилися на Місяць. Зовнішньою політикою в цей період керував Генрі Кіссінджер. При Ніксоні встановилися особливі відносини США з КНР (ознаменовані сенсаційним особистим візитом президента до Китаю) і почалася політика розрядки міжнародної напруженості у відносинах з СРСР; Ніксон особисто відвідав Радянський Союз у травні 1972 року (першим з президентів після Франкліна Рузвельта у 1945 році) і підписав з Леонідом Брежнєвим договір ОСО-1. Він був також першим президентом, що відвідав всі 50 штатів.
Ніксон — єдиний президент США, що достроково припинив свої повноваження та подав у відставку. Це трапилося після скандалу, відомого як «Вотергейтський скандал», і звинувачень, що загрожували йому імпічментом. Через корупцію, що пронизала всю адміністрацію, Ніксона зазвичай відносять до найодіозніших президентів (хоч і підкреслюючи суперечність фігури: зовнішньополітичні успіхи, жорсткий і загалом ефективний стиль управління). Під час сенатських перегонів у 1950 році отримав прізвисько Шахрай Дік (англ. Tricky Dicky).

## Договори із СРСР
22 травня 1972 року розпочався офіційний візит Ніксона до СРСР. 29 травня американський президент відвідав у другій половині дня Київ. Переговори між Річардом Ніксоном і представниками радянської влади минали як в офіційній, так і в неформальній обстанові, зокрема в заміській резиденції в Завидово. Візит тривав протягом тижня.
Упродовж перемовин було підписано низку стратегічно важливих документів, а саме: договір про обмеження систем протиракетної оборони (ПРО) і Тимчасову угоду про деякі заходи в галузі обмеження стратегічних наступальних озброєнь (ОСО-1).
Договір ПРО (перестав діяти у 2002 році) був покликаний запобігти гонитві озброєнь у царині створення систем оборони проти ракетно-ядерних ударів. СРСР і США домовилися про те, що кожній стороні буде дозволено створити по два комплекси «протиракет» і поставити під їхній захист, відповідно, по два райони  (всього чотири) за вибором — навколо столиць і в місці розташування шахтних пускових установок, тобто баз мобільно-наземного базування.
Договір також заборонив створювати, випробовувати і розгортати системи або компоненти систем ПРО морського, повітряного, космічного або мобільно-наземного базування.

## Вшанування пам'яті
Про Ніксона в 1995 році знятий однойменний художній фільм Олівера Стоуна.